# Muncef Buya
Muncef Buya (en árabe: منصف بوجا‎; 6 de marzo de 1998) es un deportista marroquí que compite en atletismo adaptado. Ganó una medalla de oro en los Juegos Paralímpicos de París 2024, en la prueba de 400 m (clase T12).

## Palmarés internacional
| Juegos Paralímpicos | Juegos Paralímpicos | Juegos Paralímpicos | Juegos Paralímpicos |
| Año                 | Lugar               | Medalla             | Prueba              |
| ------------------- | ------------------- | ------------------- | ------------------- |
| 2024                | París (Francia)     | Medalla de oro      | 400 m T12           |